# Havnerotten
Havnerotten er en amerikansk stumfilm fra 1916 af Chester Withey.

## Medvirkende
- Mae Marsh som Carmen Wagner
- Robert Harron som Edward Holmes
- Spottiswoode Aitken som Carl Wagner
- Lillian Langdon som Mrs. Wagner
- Josephine Crowell som Mrs. McCracken